# El que sabe, sabe (programa de televisión)
El que sabe, sabe fue un programa de concursos emitido por el canal de televisión chileno UCV TV. Era presentado por la modelo Pilar Rodríguez y era en una adaptación local del programa británico BrainTeaser, realizado por la productora Endemol.
El programa debutó el 1 de junio de 2009 y consistía en la realización de diversas pruebas de conocimiento y agilidad mental a cuatro participantes. Al final de dichas pruebas, el concursante que hubiera acumulado la mayor cantidad de puntos participaba en la ronda final, donde podía ganar un millón de pesos.
Aparte del concurso principal, existía un concurso para los televidentes, en el cual podían ganar dinero mediante el envío de mensajes de texto con el teléfono móvil.
La primera temporada de El que sabe, sabe concluyó el 2 de octubre de 2009, para dar paso a En portada, un programa de espectáculos y farándula.

## Juegos
En los cuatro primeros juegos, el concursante que primero presionaba su botón tenía tres segundos para responder. Si lo hacía correctamente, ganaba puntaje, de lo contrario, lo perdía y cedía su turno al resto de los participantes.
El rompesílabas: en este juego se mostraba una palabra con sus sílabas desordenadas. El jugador que primero pronunciara la palabra correctamente, recibía diez puntos.
El mentiroso: la animadora daba una palabra junto a tres datos o definiciones relacionados con ella, dos falsos y uno verdadero. El primer participante que adivinara el dato real, ganaba diez puntos. Posteriormente, este juego varió a «El mentiroso musical», teniendo los jugadores que adivinar los datos en relación con una canción o a un cantante.
Sigue la pista: en este juego se daba un concepto y cuatro pistas. El primero que adivinara el concepto ganaba veinte puntos.
El puzzle: a este juego llegaban solo dos concursantes, ya que el resto ha sido eliminado en las pruebas anteriores por su bajo puntaje. Aquí se presentaba un crucigrama con nueve palabras, las cuales debían ser advinidas por los participantes al escuchar la pista que la animadora daba. En los últimos episodios del programa, los puntajes de los concursantes, al llegar a este juego, eran devueltos a cero. Cada palabra divinada valía cien puntos, los que se restaban si el concursante contestaba equivocadamente.